# Пештере (Бихор)
Пештере (рум. Peștere) насеље је у Румунији у округу Бихор у општини Аштилеу. Oпштина се налази на надморској висини од 244 m.

## Становништво
Према подацима из 2002. године у насељу је живело 805 становника, од којих су сви румунске националности.